# 龍仁市

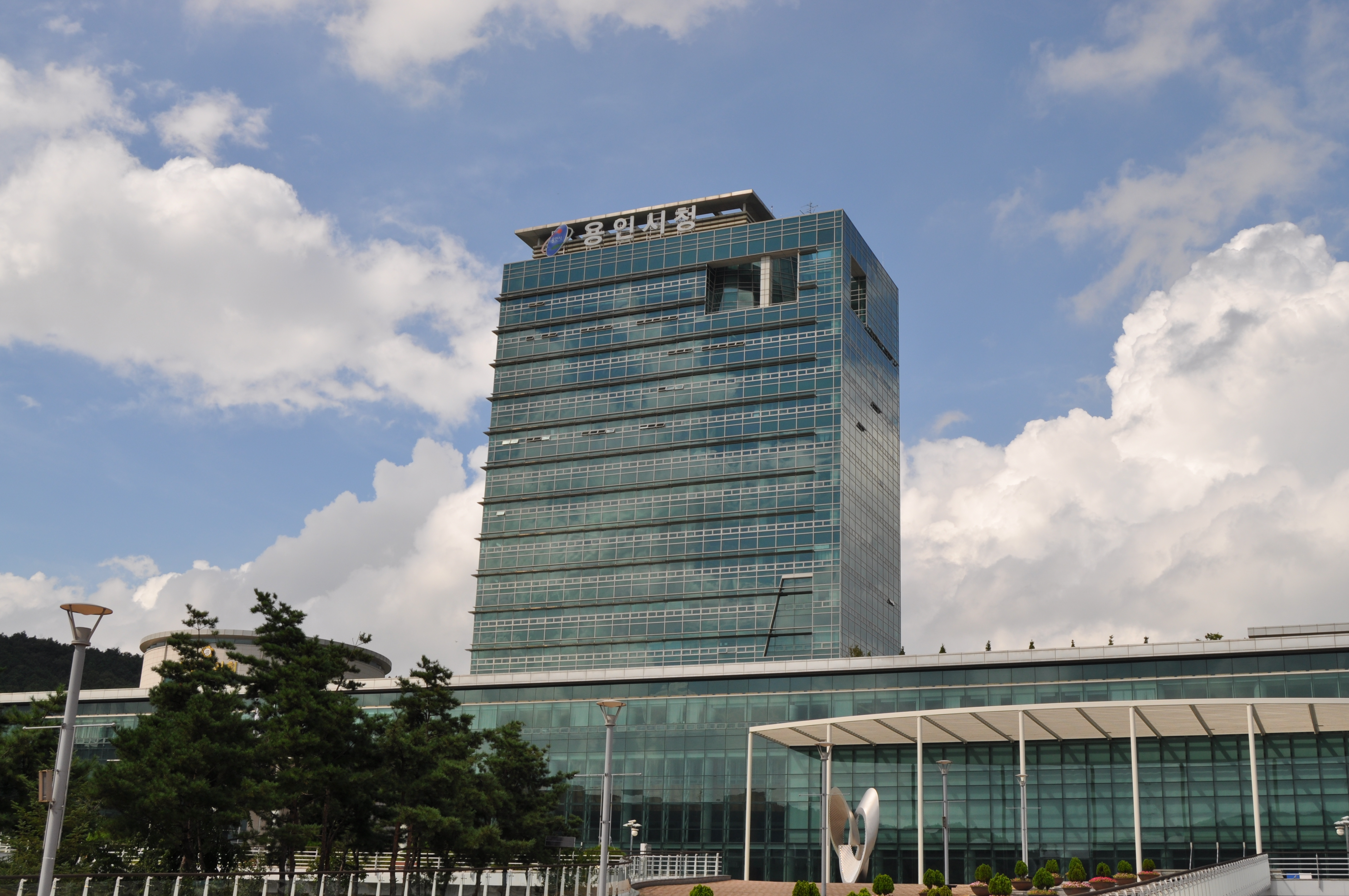
龍仁市庁

龍仁市（ヨンインし）は、大韓民国京畿道中部に位置する市。
ソウルの南約40キロに位置し、京釜高速道路・嶺東高速道路が通っていることから、ソウルのベッドタウンとして近年人口が急増している。また韓国民俗村があり、外国人観光客や韓国各地の修学旅行生が訪れる。大韓民国の地方自治法第198条に基づいて特例が適用される特例市に指定されている。

## 歴史
龍仁は高句麗の時に駒城県だったが、新羅景徳王の時には巨黍県と改称して漢州に属した。
- 高麗初期 - 龍駒県に改称した。
- 高麗顕宗 - 広州府の属県となった。
- 高麗明宗 - 監務を設置した。
- 朝鮮太祖6年（1397年） - 龍駒県に県令を設置した。
- 太宗13年（1413年） - 処仁県と合併して龍仁県となった。[2]
- 1895年6月23日（旧暦閏5月1日） - 忠州府龍仁郡に改編。[3]この時、郡庁が現在の器興区駒城洞から現在の処仁区金良場洞（当時の水餘面巣鶴洞）に移転した。
- 1896年8月4日 - 京畿道龍仁郡に改編。[4]
- 1914年4月1日 - 郡面併合により、龍仁郡・陽智郡及び竹山郡の一部が合併し、龍仁郡が発足。龍仁郡に以下の面が成立。[5]（12面）

水餘面・蒲谷面・慕賢面・邑三面・水枝面・器興面・南四面・二東面・内四面・古三面・外四面・遠三面
| 朝鮮総督府令第111号                        |            |
| 旧行政区域                                 | 新行政区域 |
| 龍仁郡器谷面、駒興面、枝内面の一部         | 器興面     |
| 龍仁郡邑内面、洞辺面、西辺面               | 邑三面     |
| 龍仁郡水真面、枝内面の一部                 | 水枝面     |
| 龍仁郡県内面、道村面、西村面、南村面       | 南四面     |
| 龍仁郡上東面、下東面                       | 二東面     |
| 龍仁郡水餘面                               | 水餘面     |
| 陽智郡朱西面の一部                         | 水餘面     |
| 陽智郡邑内面、朱東面、朱北面、朱西面の一部 | 内四面     |
| 陽智郡古北面、古洞面、古西面               | 古三面     |
| 陽智郡高安面、朴谷面                       | 外四面     |
| 竹山郡近三面、近一二面                     | 外四面     |
| 竹山郡遠三面、遠一面                       | 遠三面     |
| 陽智郡木岳面                               | 遠三面     |

| 府令第111号    |              |                                                                      |
| 旧行政区域     | 新行政区域   | 新行政区域                                                           |
| 龍仁郡慕賢面   | 龍仁郡慕賢面 | 葛潭里、陵院里、東林里、梅山里、呉山里、旺山里、日山里、草芙里       |
| 龍仁郡上東面   | 二東面       | 徳宬里、西里、墨里、泉里                                             |
| 龍仁郡下東面   | 二東面       | 卯峰里、時美里、松田里、魚肥里、華山里                               |
| 龍仁郡県内面   | 南四面       | 衙谷里、完庄里、倉里                                                 |
| 龍仁郡道村面   | 南四面       | 鳳舞里、北里                                                         |
| 龍仁郡南村面   | 南四面       | 防牙里、元岩里、全宮里、真木里                                       |
| 龍仁郡西村面   | 南四面       | 鳳鳴里、通三里                                                       |
| 龍仁郡邑内面   | 邑三面       | 麻北里、彦南里                                                       |
| 龍仁郡洞辺面   | 邑三面       | 上下里、清徳里、東栢里、中里                                         |
| 龍仁郡西辺面   | 邑三面       | 竹田里、宝亭里                                                       |
| 龍仁郡水真面   | 水枝面       | 古基里、東川里、星福里、新鳳里、豊徳川里                             |
| 龍仁郡枝内面   | 水枝面       | 上峴里、二儀里、下里                                                 |
| 龍仁郡枝内面   | 器興面       | 霊徳里                                                               |
| 龍仁郡器谷面   | 器興面       | 古梅里、貢税里、農書里、書川里、甫羅里、上葛里、下葛里、芝谷里       |
| 龍仁郡駒興面   | 器興面       | 新葛里、旧葛里                                                       |
| 龍仁郡蒲谷面   | 蒲谷面       | 稼室里、屯田里、留雲里、麻城里、三渓里、英門里、新院里、前垈里       |
| 龍仁郡水餘面   | 蒲谷面       | 金魚里                                                               |
| 龍仁郡水餘面   | 水餘面       | 古林里、柳防里、南里、金良場里、三街里、駅北里、麻坪里、雲鶴里、虎里 |
| 陽智郡朱西面   | 水餘面       | 海谷里                                                               |
| 陽智郡朱西面   | 内四面       | 松門里                                                               |
| 陽智郡朱東面   | 内四面       | 植金里、霽日里、秋渓里、坪倉里                                       |
| 陽智郡朱北面   | 内四面       | 大垈里、定水里、朱北里                                               |
| 陽智郡邑内面   | 内四面       | 南谷里、陽智里                                                       |
| 陽智郡高安面   | 外四面       | 高安里                                                               |
| 陽智郡朴谷面   | 外四面       | 朴谷里、栢峰里                                                       |
| 竹山郡近一二面 | 外四面       | 石泉里、玉山里、湧川里、長坪里                                       |
| 竹山郡近三面   | 外四面       | 稼倉里、近谷里、近三里、近倉里、白岩里                               |
| 竹山郡遠一面   | 遠三面       | 高塘里、孟里、弥坪里、沙岩里、左恒里                                 |
| 竹山郡遠三面   | 遠三面       | 加佐里、加在月里、篤城里、杜倉里、竹陵里                             |
| 陽智郡木岳面   | 遠三面       | 木新里、学日里、文村里                                               |
| 陽智郡木岳面   | 古三面       | 双芝里                                                               |
| 陽智郡古西面   | 古三面       | 鳳山里、三隠里、月香里                                               |
| 陽智郡古洞面   | 古三面       | 大葛里、新倉里                                                       |
| 陽智郡古北面   | 古三面       | 佳柳里                                                               |

- 1915年 - 古三面の一部が安城郡陽城面に編入。（12面）
- 1931年 - 邑三面が駒城面に改称。（12面）
- 1938年1月1日 - 水餘面が龍仁面に改称。[7]（12面）
- 1963年1月1日 - 古三面が安城郡に編入。[8]（11面）
- 1973年7月1日 - 駒城面竹田里が水枝面に編入。[9]（11面）
- 1979年5月1日 - 龍仁面が龍仁邑に昇格。[10]（1邑10面）
- 1983年2月15日（1邑10面）[11]
  - 水枝面の一部（二儀里・下里）が水原市に編入。
  - 南四面の一部が平沢郡振威面に編入。
- 1985年10月1日 - 器興面が器興邑に昇格。[12]（2邑9面）
- 1994年12月26日 - 器興邑の一部が水原市八達区に編入。（2邑9面）
- 1996年3月1日 - 龍仁郡が龍仁市に昇格。[13]（2邑8面4行政洞）
  - 龍仁邑を廃止し、4つの行政洞に分割。
  - 水枝面が水枝邑に昇格。
  - 外四面が白岩面に改称。
  - 内四面が陽智面に改称。
- 2000年9月1日 - 駒城面が駒城邑に昇格。[14] （3邑7面）
- 2001年12月24日 - 水枝邑を廃止し、6つの行政洞に分割。（2邑7面10行政洞）
- 2002年9月5日 - 人口50万人を突破。
- 2003年3月31日 - 上峴洞の一部が分立して星福洞が発足。（2邑7面11行政洞）
- 2005年10月31日（3区1邑6面22行政洞）[15]
  - 水枝区・器興区・処仁区設置。当時の人口69万6853人だった。
  - 器興邑を廃止して5つの行政洞に分割。
  - 駒城邑を廃止して4つの行政洞に分割。
  - 蒲谷面が蒲谷邑に昇格。
  - 豊徳川2洞が豊徳川2洞と新鳳洞に、上峴洞が上峴1洞と上峴2洞にそれぞれ分洞。
- 2007年
  - 5月9日 - 光教新都市組成により嶺東高速道路南側の水枝区上峴洞と器興区霊徳洞の各一部を水原市霊通区下洞に編入し、嶺東高速道路側の下洞の一部を上峴洞に編入した。[16][17]
  - 7月1日 - 器興区の御井洞が東栢洞と上下洞に分割した。[18]（3区1邑6面23行政洞）
- 2010年8月2日 - 器興区新葛洞から霊徳洞を分立した。（3区1邑6面24行政洞）
- 2012年4月 - 住民登録人口が90万人を突破した。
- 2017年
  - 9月1日 - 住民登録人口が100万人を突破した。[19]
  - 12月11日（3区3邑4面24行政洞）
    - 二東面が二東邑に昇格。
    - 慕賢面が慕賢邑に昇格。
- 2019年9月13日 - 不合理な行政区域の調整の一環として、水原市霊通区遠川洞の一部と龍仁市器興区霊徳洞の一部を交換した。[20][21]（3区3邑4面24行政洞）
- 2020年1月20日 - 新葛洞は新葛洞と甫羅洞に、東栢洞は東栢1洞・東栢2洞・東栢3洞に、霊徳洞は霊徳1洞と霊徳2洞にそれぞれ分割された。[22]（3区3邑4面28行政洞）
- 2021年2月19日 - 南四面が南四邑に昇格。（3区4邑3面28行政洞）
- 2022年1月13日 - 特例市に昇格[23]。

## 交通

### 鉄道
- 韓国鉄道公社（KORAIL）
  - ●盆唐線

竹田駅 - 宝亭駅 - 駒城駅 - 新葛駅 - 器興駅 - 上葛駅
- 京畿鉄道
  - ●新盆唐線

東川駅 - 水枝区庁駅 - 星福駅 - 上峴駅
- 龍仁軽電鉄
  - ●龍仁軽電鉄（エバーライン）

### バス
- 龍仁共用バスターミナル　処仁区に所在。龍仁軽電鉄の運動場·松潭大駅より南へ500mに位置する。
  - 高速バスは、比較的短距離であるもののソウル高速バスターミナルからの便が30～40分間隔で運行、所要時間は45分。その他光州・釜山総合高速バスターミナルへの便がある。
  - 市外バスは仁川国際空港・金浦国際空港・安山・原州・全州・牙山・大田等へ運行。
- 白岩ターミナル
  - 処仁区東部のバス結節点で、水原駅・器興駅へ結ばれているほか、龍仁大長今パーク方面へのバスへも接続する。
- 一般バスは、市内運行のバスのほか、ソウル駅への路線や、新沙駅よりソウル特別市の広域バスも器興駅方面に乗り入れる。

### 高速道路
- 京釜高速道路（1号線）
  - 器興インターチェンジ - 器興サービスエリア（釜山方向のみ） - 水原インターチェンジ - 新葛ジャンクション - 竹田サービスエリア（ソウル方向のみ）
- 嶺東高速道路（50号線）
  - 新葛ジャンクション - 麻城インターチェンジ - 龍仁インターチェンジ - 龍仁サービスエリア - 陽智インターチェンジ

## 観光
- 韓国民俗村（器興区）
- エバーランド（処仁区）
- カリビアンベイ（処仁区）
- 陽智パインリゾート（処仁区）
- 龍仁大長今パーク（英語版、朝鮮語版）（処仁区）

## 行政

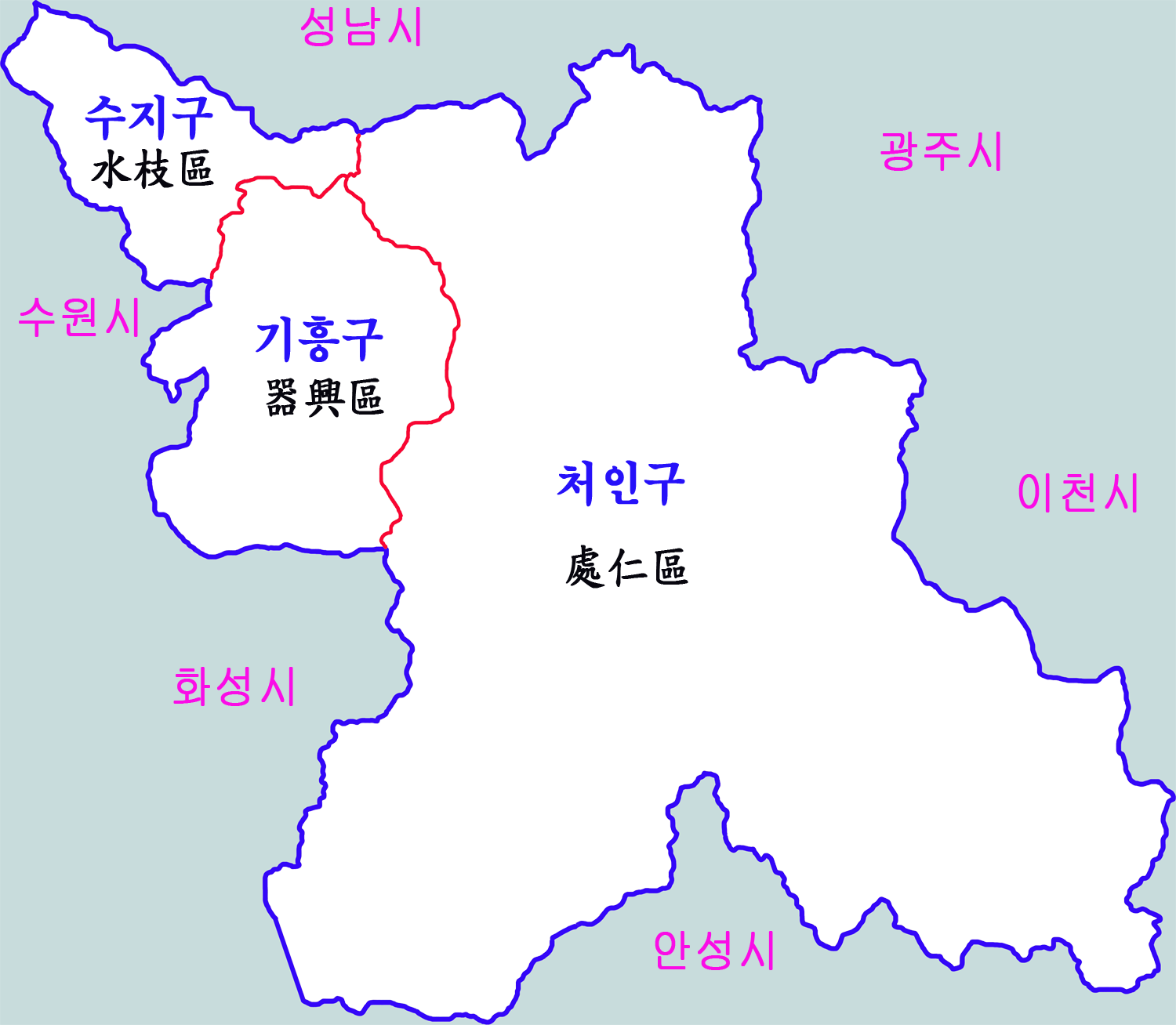
行政区域図

### 下部行政区域
- 水枝区　スジく
- 器興区　キフンく
- 処仁区　チョインく

3区の面積は、水枝：器興：処仁がそれぞれ1:2:11という比率であるが、人口は最も広い処仁区が最も少ない。

### 警察
- 龍仁東部警察署
- 龍仁西部警察署

## 姉妹・友好都市

### 韓国国外
中国 揚州市
 中国 泰安市
 ウズベキスタン フェルガナ
 マレーシア コタキナバル
 トルコ カイセリ
 オーストラリア クイーンズランド州レッドランドシティー
 アメリカ合衆国 カリフォルニア州フラートン

### 韓国国内
- 全羅南道　珍島郡
- 慶尚北道　永川市
- 済州特別自治道　済州市

## スポーツ
サッカーでは2001年に龍仁市サッカーセンターが設立され、鄭仁煥、金甫炅、金珍洙など多数のプロサッカー選手を輩出している。一方で縁故地（ホームタウン）とするプロスポーツクラブは存在せず、過去にはセミプロのサッカークラブがいくつか存在したものの、いずれも解散している。
また、競技場として龍仁総合運動場が存在していたが、老朽化のため主競技場から建て替えが着手され龍仁ミルスタジアムとして2019年にオープンした。2022年には補助競技場も完成し、以前の龍仁総合運動場は閉鎖された。龍仁ミルスタジアムはナショナルチームの試合に使用されているほか、2024年8月から大規模な芝生保守工事のために水原ワールドカップ競技場を使用できない水原三星ブルーウィングスが一時的に本拠地として使用している。また、光州FCも光州ワールドカップ競技場の芝の問題のために本スタジアムを代替競技場としてAFCチャンピオンズリーグエリート2024/25の主催試合を開催した。
龍仁室内体育館は市外バスターミナルに近く、韓国女子バスケットボールリーグ (WKBL)の龍仁サムスン生命ブルーミンクスの本拠地として使用されており、他にもフットサル・ボクシング・ハンドボールの会場としても使用される。